# Xuthodes lepidus
Xuthodes lepidus är en skalbaggsart som beskrevs av Thomas Broun 1880. Xuthodes lepidus ingår i släktet Xuthodes och familjen långhorningar. Inga underarter finns listade i Catalogue of Life.